# Philippa Sigl-Glöckner
Philippa Maria Magdalena Patricia Sigl-Glöckner (* 6. Mai 1990 in München) ist eine deutsche Ökonomin und Gründungsdirektorin der Denkfabrik Dezernat Zukunft – Institut für Makrofinanzen. Seit 2020 gehört sie dem Wirtschaftspolitischen Beirat der SPD an. Ihr Arbeitsschwerpunkt ist die Weiterentwicklung der Geld- und Wirtschaftspolitik Deutschlands.

## Leben
Sigl-Glöckner stammt aus einer Münchener Familie, zu deren Vorfahren Ferdinand von Miller, Oskar von Miller und Johann-Christoph Ottow gehören. Ihr Lebensgefährte ist der ehemalige Kanzleramtsminister Wolfgang Schmidt.
Nach der elften Klasse verließ sie das Münchener Wilhelmsgymnasium und wechselte zum privaten Marlborough College in England. Anschließend nahm sie ein Bachelor-Studium der Philosophie, Politik und Ökonomik an der Universität Oxford auf. Nach einigen Berufsjahren absolvierte sie einen zusätzlichen Master in Informatik am Imperial College London.
Erste Berufserfahrung sammelte sie in der Unternehmensberatung in London und Kambodscha sowie bei der Weltbank in Washington, D.C. Im Rahmen der African Governance Initiative von Tony Blair beriet sie als Teil eines Projekts das liberianische Finanzministerium. Zwischen 2018 und 2020 arbeitete Sigl-Glöckner im Bundesministerium der Finanzen, zunächst als Ökonomin in der Grundsatzabteilung, ein Jahr später als persönliche Referentin und Büroleiterin des Staatssekretärs Wolfgang Schmidt. Sie führte die Amtsbezeichnung Regierungsrätin. Seit 2020 ist sie Direktorin der von ihr mitgegründeten Denkfabrik Dezernat Zukunft.
Sigl-Glöckner trat 2017 in die SPD ein. 2020 kandidierte sie gegen den damaligen SPD-Bundestagsabgeordneten Florian Post für eine Kandidatur im Bundestagswahlkreis München-Nord zur Bundestagswahl 2021 und unterlag. Auch für die Bundestagswahl 2025 bewarb sie sich innerhalb der SPD für eine Kandidatur im Bundestagswahlkreis München-Nord und setzte sich gegen einen internen Mitbewerber durch. Zudem kandidierte sie auf Platz 36 der SPD-Landesliste.
Seit dessen Gründung im April 2020 gehört Sigl-Glöckner dem Wirtschaftspolitischen Beirat der SPD an, welchen sie seit 2022 gemeinsam mit dem Ökonomen Gustav Horn leitet. 2023 wurde sie außerdem in die neu gegründete Kommission Steuern und Finanzen der SPD zur Erarbeitung eines steuer- und finanzpolitischen Konzepts berufen.
2022 lud die Die Zeit Sigl-Glöckner zu einem Streitgespräch mit dem Wirtschaftswissenschaftler Hans-Werner Sinn ein. In der Süddeutschen Zeitung debattierte sie mit Stefan Kooths. Sigl-Glöckner ist medial ferner auch präsent u. a. mit Interviews, Porträts, Gastbeiträgen, Besprechungen ihrer fachlichen Vorschläge und im Fernsehen.

## Dezernat Zukunft
Sie ist Mitgründerin der Berliner Denkfabrik Dezernat Zukunft, welcher sie seit 2020 als Direktorin und Geschäftsführerin vorsteht. Dezernat Zukunft ist als gemeinnütziger Verein organisiert und wird u. a. von der Stiftung Open Philanthropy des US-Milliardärs Dustin Moskovitz, der European Climate Foundation und der Silicon Valley Community Foundation finanziert. In den Jahren 2021 bis 2023 stammten mehr als 97 Prozent der Einnahmen nicht aus Deutschland. Mit Stand November 2023 werden nach eigenen Angaben 18 Angestellte beschäftigt. Die Denkfabrik erarbeitet Analysen und Konzepte zur Wirtschafts-, Finanz- und Klimapolitik in Deutschland und Europa.
Zu den Forderungen der Organisation gehört laut Frankfurter Rundschau eine „Generalüberholung“ der Schuldenbremse und mehr Investitionen insbesondere auf kommunaler Ebene. Statt einer fixen Schuldenquote schlägt das Dezernat Zukunft Vollbeschäftigung als Ziel der Finanzpolitik vor.

## Positionen
Gemäß Sigl-Glöckner herrschen in den USA bessere Voraussetzungen zur Versorgung energieintensiver Industrieprozesse mit erneuerbaren Energien. Es gebe viel Platz, um günstigen Strom aus Wind und Sonne zu gewinnen. Zur Gestaltung der Märkte der Zukunft würde in den USA aktive Industriepolitik betrieben, investiert (vgl. mit Inflation Reduction Act und Infrastructure Investment and Jobs Act) und viel mehr geforscht. Gemäß Sigl-Glöckner müssten in Deutschland zum einen die richtigen Rahmenbedingungen geschaffen werden, um Industrie im Land zu halten, zum anderen stelle sich die Frage, ob alle energieintensiven Grundstoffe (wie Ammoniak, Petrochemie, Stahl und Aluminium) im heutigen Maßstab weiterhin in Deutschland produziert werden müssten. Die Politik müsse industrielle Wertschöpfungsketten besser verstehen. Vor dem Hintergrund dieser Transformation bedürfe es neben Milliardeninvestitionen einer langfristigen Planung, insbesondere in den betroffenen Regionen, auch um neue Arbeitsplätze schaffen zu können. Zur Finanzierung bringt Sigl-Glöckner zwei Vorschläge: Erstens spricht sie sich für eine Reform der Schuldenbremse in Deutschland aus, zweitens müsse es eine sinnvoll gestaltete Erbschaftsteuer geben. Lasten könnten so gerechter verteilt werden. Eine „Erbaristokratie“ bringe Deutschland nicht weiter.
Zur Frage, ob eine Tilgung von Staatsschulden generell sinnvoll sein könne, sagte sie, dass dies von den Umständen und den Zielen von Kreditaufnahme oder Tilgung abhänge. Liege der Realzins unterhalb des Wirtschaftswachstums, sei es nicht nachvollziehbar, warum der Schuldenabbau Vorrang vor anderen politischen Vorhaben haben solle.

## Rezeption
2019 wurde Sigl-Glöckner vom Magazin Forbes zu den europäischen „30 unter 30“ im Bereich Finanzen gewählt. Die Welt und das Handelsblatt bezeichneten Sigl-Glöckner 2019 bzw. 2021 als eine der „einflussreichsten Frauen ihrer Generation in Deutschland“. 2023 wählte ein Experten-Gremium des Magazins Politik & Kommunikation Sigl-Glöckner unter die „Young Thinkers – 15 kluge, junge Köpfe, auf die Deutschland hört“. Laut dem Ökonomen Jörg Asmussen ist sie eine „gehörte und kontroverse Stimme in der Diskussion um Schuldenbremsen in Deutschland“.
Die Süddeutsche Zeitung bezeichnete sie 2023 als „Vordenkerin für eine grundlegende Reform der Schuldenbremse“ innerhalb der SPD. Die britische Financial Times verortete sie und Dezernat Zukunft im Jahr 2021 als Urheber von unter Wirtschaftswissenschaftlern heftig debattierten Reformvorschlägen mit Relevanz für die gesamte EU. Gemäß dem Ökonomen Jens Südekum fand ein Vorschlag zu einer „großzügigere[n] Berechnung der Konjunkturkomponente der Schuldenbremse“ von Sigl-Glöckner und ihren Kollegen von Dezernat Zukunft bereits Eingang in den Koalitionsvertrag der Ampelregierung.

## Publikationen
- mit Max Krahé et al.: Eine neue deutsche Finanzpolitik. Dezernat Zukunft e. V., Berlin 2021, (Digitalisat (.pdf))
- mit Max Krahé: Die Definition einer zukunftsfähigen Finanzpolitik.  In: Wirtschaftsdienst, 2021 (Digitalisat (.pdf))
- mit Max Krahé, Florian Schuster: Wird die Konjunkturkomponente der Schuldenbremse in ihrer heutigen Ausgestaltung ihrer Aufgabe noch gerecht? Analyse und ein Reformvorschlag. Berlin 2021 (Digitalisat (.pdf))
- Gutes Geld – Wege zu einer gerechten und nachhaltigen Gesellschaft. Quadriga, 2024, ISBN 978-3-86995-144-7.